# فوزية البرجوازية
فوزية البرجوازية هو فيلم تلفزيوني مصري تم إنتاجه في مصر وصدر في سنة 1985، الفيلم من إخراج إبراهيم الشقنقيري من بطولة صلاح السعدني وإسعاد يونس وسناء شافع وأبو بكر عزت ونبيلة السيد.
الفيلم يصنف ككوميديا سوداء يدور في إطار ساخر من تأليف أحمد رجب وسيناريو وحوار عاطف بشاي، وقام الكاتب أحمد رجب بنشر القصة ضمن كتابة (كلام فارغ) عام 1991.

## القصة
يتناول الفيلم في إطار كوميدي في أجواء سياسية ساخرة من خلال مشاجرة في إحدى العمارات بين سيدة جامعية مثقفة وسيدة غير متعلمة فتقوم الأولى بوصف الثانية بأنها «برجوازية» وتبدأ حيرة الثانية في معنى العبارة والتي لا تعرفها ولا يعرفها أحد نتيجة الجهل والأمية ويعتقدون أنها نوع من السباب، وتنشأ رحلة من الصراع يستغلها شخص مثقف ولكنه انتهازي أخر لتحقيق مكاسب شخصية وتنقسم الحارة الشعبية إلى تيار يميني وتيار يساري.

## الممثلون والشخصيات
- صلاح السعدني (بدور: عبد الواحد)
- إسعاد يونس (بدور: عنايات)
- سناء شافع (بدور: إبراهيم)
- أبو بكر عزت (بدور: بدار الحلاق)
- عبد الله فرغلي (بدور: عبد الشافي)
- نبيلة السيد (بدور: فوزية)
- جمال إسماعيل (بدور: أبو يزيد البقال)

## الإنتاج
الفيلم من إنتاج اتحاد الإذاعة والتلفزيون المصري وتم بثه فقط عبر التلفاز ولم يعرض سينمائياً.

## تأثير الفيلم
أثار الفيلم ضجة عند عرضه، وقال عاطف بشاي في عام 2010 مقالة في روز اليوسف بعنوان «كنت عميلاً لقوى الرجعية» قال فيه: أحدث الفيلم ضجة كبيرة من ردود الأفعال بين المثقفين وحقق نجاحاً جماهيرياً واضحاً، وصار الناس في الشارع المصرى يتناجزون بتعبيرات كثيرة وردت في حوار الفيلم من نوعية: يابورجوازى يامتعفن - اخرس يايمينى يارجعى - اسكت يا ديماجوجى يا عديم الأيديولوجية - يا إمبريالى ياعميل، لكنه أغضب بشكل ملموس كل المنتمين إلى اليسار بجميع أطيافهم وشنوا ضد الفيلم وضدى حملة شعواء ضدي.
يعد الفيلم من الأفلام المصرية القليلة التي قد تتناول موضوعاً سياسي أو أيدولوجي، حيث برز في الفيلم العديد من المصطلحات السياسية مثل«البرجوازية والإمبريالية واليسار واليمين» وغيرها، كما برزت أيضاً شخصية عبد الواحد والتي قام بأدائها الممثل صلاح السعدني في الفيلم وهي شخصية يسارية متعصبة وتحولت إلى أيقونة وكذلك تحولت الكثير من الجمل التي قيلت في هذا الفيلم إلى جمل يرددها الناس في حواراتهم وحياتهم.